# نادي دوناويفاروش
دوناوجفاروس هو نادي كرة قدم في المجر. تأسس في 1952. تم حله في 2009.

## وصلات خارجية
- الموقع الرسمي